# Murgod, Parasgad
Murgod là một làng thuộc tehsil Parasgad, huyện Belgaum, bang Karnataka, Ấn Độ.